# Nicole Drouin
 (juin 2019).
Si vous disposez d'ouvrages ou d'articles de référence ou si vous connaissez des sites web de qualité traitant du thème abordé ici, merci de compléter l'article en donnant les références utiles à sa vérifiabilité et en les liant à la section « Notes et références ».
Pour les articles homonymes, voir Drouin.
Nicole Drouin est une femme française, née le 14 juin 1928 à Forbach et morte le 5 avril 2010 à Neuilly-sur-Seine, élue Miss Saint-Tropez 1950, puis Miss France 1951, dont l'élection a lieu à l'Hôtel de la Plage, à Marseille.
Elle a été par la suite 1re dauphine de Miss Europe 1952 et 4e dauphine de Miss Monde 1952.

## Biographie
Nicole Drouin est née à Forbach, habite Paris et représente Saint-Tropez lors de l'élection de Miss France 1951.
Elle fréquentera le lycée Rabelais de Chinon pour passer le baccalauréat, habitant à cette époque le hameau de Saint-Louand.
Taille : 1,68 m ; tour de poitrine : 97 cm ; tour de taille 48 cm.